# Přemysl Vojta
Přemysl Vojta (* 1983 in Brünn) ist ein tschechischer Hornist und Hochschullehrer.

## Biografie
Přemysl Vojta erhielt ab dem Alter von 10 Jahren Hornunterricht und studierte von 1998 bis 2004 am Prager Konservatorium bei Bedřich Tylšar und dann von 2004 bis 2010 an der Universität der Künste Berlin bei Christian-Friedrich Dallmann. Anschließend war er Solohornist beim Konzerthausorchester Berlin und von 2015 bis 2022 beim WDR Sinfonieorchester. Seit 2021 lehrt er als Professor an der Folkwang Universität der Künste.
Seit seinem Erfolg beim ARD-Musikwettbewerb 2010 tritt er auch als Konzertsolist und Kammermusiker auf. Zu seinem Repertoire zählen Werke mit Klavierbegleitung und Hornkonzerte von Joseph und Michael Haydn, Wolfgang Amadeus Mozart, Richard Strauss und Komponisten der Moderne.

## Preise
- 1. Preis, Publikumspreis und Preis für die beste Interpretation der Auftragskomposition beim Internationalen Musikwettbewerb der ARD (2010)[5]

## Diskografie
- Johannes Brahms: Klaviertrios (einschließlich Klarinettentrio und Horntrio) mit dem Smetana-Trio. CD erschienen bei Supraphon, 2012.
- Musik für Horn & Klavier "French Horn in Prague" (Werke von Kofron, Sestak, Slavicky, Hlobil) mit Tomoko Sawano, Klavier. CD erschienen bei Supraphon, 2012.
- Musik für Horn & Klavier "Metamorphosis" (Werke von Beethoven, Schumann, Giselher Klebe) mit Tobias Koch, Klavier. CD erschienen bei CAvi, 2017.
- Michael & Joseph Haydn, Hornkonzerte, Haydn Ensemble Prag unter Michael Petrák. CD erschienen bei CAvi, 2018.